# Giết sáu đại thần
Giết sáu đại thần hay Sayuksin (tiếng Hàn Quốc: 사육신, "Tử lục thần") là sáu đại thần Nhà Triều Tiên đã bị vua Thế Tổ xử tử vào năm 1456 vì âm mưu ám sát và khôi phục lại ngai vàng cho phế vương Đoan Tông.
Sáu đại thần đó gồm Seong Sam-mun, Pak Paeng-nyeon, Ha Wi-ji, Yi Gae, Yu Eung-bu và Yu Seong-won. Hầu hết đều là học sĩ Jiphyeonjeon (Điện Tập Hiền), một cơ quan nghiên cứu hoàng gia, được lập bởi vua Thế Tông. Cả vua Thế Tông và vua Văn Tông đều giao cho Điện Tập Hiền nhiệm vụ giáo dục vua Đoan Tông (là con trai Văn Tông và cháu trai Thế Tông), và những đại thần này đã phẫn nộ trước việc Thế Tổ chiếm đoạt ngai vàng vào năm 1455. Cùng với Kim Jil, những đại thần này âm mưu đảo chính trùng với chuyến thăm của một sứ thần Đại Minh. Khi yến tiệc và sau đó là âm mưu ám sát bị hoãn lại, Kim Jil đã bị lung lạc và phản bội âm mưu với bố vợ, Jeong Chang-son, người đã báo cáo với Thế Tổ. Sáu đại thần ngoại trừ Yu Seong-won, đã tự tử cùng vợ, còn lại bị bắt và tra tấn.
Thế Tổ cảm thấy bị phản bội sâu sắc vì ông đã đánh giá rất cao sáu đại thần học sĩ và thăng chức cho họ lên phẩm hàm cao hơn những người đã giúp ông lên ngôi. Ông cố gắng buộc những đại thần này phải ăn năn về hành động của mình và thừa nhận tính chính danh của ông bằng các biện pháp tra tấn, ân xá và thậm chí cả thơ ca. Thế Tổ cử Kim Jil đến phòng giam những đại thần này ngâm một bài thơ mà vua Thái Tông đã sử dụng để kiểm tra lòng trung thành học sĩ Cao Ly Jeong Mongju đối với Cao Ly. Seong Sam-mun, Pak Paeng-nyeon và Yi Gae đều trả lời bằng những bài thơ tái khẳng định lòng trung thành của họ với Đoan Tông.
Khi Pak Paeng-nyeon tiếp tục từ chối gọi Thế Tổ bằng danh hiệu đại vương, Thế Tổ lập luận rằng việc phủ nhận tính chính danh bây giờ là vô nghĩa vì Pak đã tự gọi mình là "thần tử của đại vương" và nhận lương phẩm từ Thế Tổ. Tuy nhiên, Pak đã phủ nhận điều này và người ta thực sự phát hiện ra rằng Pak đã cố tình viết sai chính tả từ "thần tử" (ông viết từ "cự" (巨) thay vì "thần" 臣) trong tất cả các văn bản và không bao giờ sử dụng từ lương phẩm được cấp mà thay vào đó đặt chúng không sử dụng trong kho riêng. Pak chết vì bị tra tấn trong tù, những người còn lại bị xử tử.
Mặc dù sáu đại thần là những người nổi tiếng, nhưng hơn 70 người đã bị xử tử vì bị nghi ngờ có liên quan đến âm mưu hoặc có thiện cảm với Đoan Tông. Như thường thấy với các tội phản quốc khi quân, các hình phạt không chỉ giới hạn ở một cá nhân mà còn áp dụng cho cả gia tộc. Những người đàn ông trong gia tộc bị xử tử và những người phụ nữ bị bắt làm nô lệ.
Cũng có nhiều quan chức không tham gia vào âm mưu nhưng đã cáo quan về nông thôn để phản đối việc Thế Tổ soán ngôi. Sáu đại thần nổi tiếng nhất trong số họ, bao gồm cả Kim Si-seup, được gọi là "Sáu đại thần sống" (생육신).
Sau khi phe Sarim (Sĩ Lâm) thống trị triều đình Triều Tiên, dư luận quốc gia đã tôn kính "Tử lục thần" như những thần dân mẫu mực, và nhiều đền thờ và seowon (thư viện) đã được dựng lên để tưởng nhớ. Thái độ này tiếp tục trong thế kỷ 20, với triết gia Ham Seok-heon ca ngợi hành động và nói rằng "Nỗi xấu hổ trong 5 thế kỷ của Lý Triều Tiên đã được sự kiện này bù đắp."

## Bối cảnh
Năm 1455, vua Đoan Tông bị chú của mình là Thế Tổ soán ngôi. Sau khi bị soán ngôi, Đoan Tông bị giam cầm trong Xương Đức cung. Sáu đại thần trung thành với Đoan Tông và âm mưu khôi phục ngai vàng cho Đoan Tông.

## Diễn biến
Năm 1456, Seong Sam-mun cùng một số đại thần nhóm họp lại âm mưu soán ngôi Thế Tổ. Việc thực hiện được bàn sẽ sát hại Thế Tổ tại yến tiệc tổ chức tiếp đãi sứ thần Đại Minh. Sáu đại thần âm mưu sẽ đóng các cổng thành Hoàng cung, và mưu toan tuồn vũ khí vào cung. Kế hoạch được thực hiện vào ngày 2 tháng 6 năm 1456.
Phe Seong đã lôi kéo thêm được một đại thần trong triều, trong đó có Thành Quân Tư nghiệp Kim Jil. Kim Jil là con rể của Hữu Tán thành Nghị Chính phủ Jeong Chang-sun (Trịnh Xương Tôn), là một quan chức cấp cao trong Nghị Chính phủ. Biết rằng âm mưu không thành công có nguy cơ bại lộ cao, Kim Jil chạy đến chỗ Jeong và thỉnh thoảng hỏi ý kiến của ông. Vào tháng 6, khi việc thực hiện múa kiếm tại yến tiệc tiếp sứ thần Đại Minh bị hủy bỏ, Kim Jil cảm thấy lung lạc khi công việc không được suôn sẻ, đã hủy không tham gia và thông báo cho Jeong về sự thật này.
Ngày 2/6, Jeong Chang-son ngay lập tức báo cáo điều này với Thế Tổ. Jeong Chang-son chạy đến cung điện cùng Kim Jil và thú nhận: "Thần thực sự không biết, và chỉ có Kim Jil tham gia, và Kim Jil đáng chết vạn lần vì tội ác của mình". Ngay lập tức nhóm sáu đại thần và cùng quan chức có liên quan đều bị bắt giữ. Ngày 7/6, tuyên án xử lăng trì những người phản nghịch kéo bè kết đảng.

## Kết quả
Nhờ việc trình báo kịp thời Jeong Chang-son đã được phong Phụ Quốc Sùng Lộc Đại phu, Thâu Trung Kính tiết Tá dực Công thần, Tập Hiền điện Đại Đề học kiêm Lại Tào Phán thư, Thành quân Đại Tư thành, Thế tử nhị sư,... sau đó là Lãnh nghị chính.
Kim Jil cũng thăng chức Quân khí Giám sự, Tá dực Công thần tam đẳng, Đồng phó Thừa chỉ,.. Sau đó phong Thượng Lạc quân.
Ngoài sáu đại thần thì 70 người có liên quan khác cũng bị trừng phạt. Sáu đại thần và các thành viên trong gia đình, cha, anh, con trai, cháu trai và cháu trai đều bị liên lụy và hành quyết, các bé trai 1 tuổi và 2 tuổi bị cho chết ngạt bằng cách cho muối vào miệng hoặc bị hành quyết sau khi chúng đến tuổi trưởng thành.
Chú, bác, ông nội và thậm chí cả anh em họ đều bị bắt làm nô lệ, lưu đày về vùng hiểm trở, hoặc bị tuyển đi lính, những người thế hệ thứ 5 trở lên bị kết án lưu đày. Được biết, có khoảng từ 500 đến 800 người đã bị hành quyết trong vụ án này. Với những người phụ nữ trong gia đình bị phân chia làm nô lệ của những thần dân có công, kỹ nữ của các phủ và các quan lại.

## Đánh giá
Sau khi xác được chôn cất, vua Thể Tổ đã nhìn thấy và than thở rằng lúc đó ông sẽ là một kẻ phản nghịch, và những người này trở thành thần dân trung thành trong tương lai. Mặt khác, Sin Sukju, Kim Jil và Jeong Chang-son, những người đã chuyển từ phe sáu đại thần sang phe của vua Thể Tổ, bị coi là biểu tượng của những kẻ phản bội và trở thành mục tiêu chỉ trích và chế giễu.
Phong trào phục vị sáu đại thần chỉ bắt đầu sau cái chết vua Trung Tông, và trong thời trị vì vua Hiển Tông, Song Si-yeol và Kim Soo-hang tiếp tục nộp đơn kháng cáo yêu cầu phục vị sáu đại thần, và dưới thời trị vì của Vua Anh Tổ và Chính Tổ, danh hiệu chính thức đã được khôi phục và phẩm vị đã được tăng lên. Năm 1782 (Chính Tổ 6), vua Chính Tổ dựng một bia tưởng niệm có tên là "Tử lục thần Triều Tiên" ở Noryangjin để tưởng nhớ sáu vị đại thần này.

## Danh sách sáu đại thần
| STT | Tên                         | Tên                      | Chức quan                                                           | Phẩm hàm                    | Hình phạt                         |
| STT | Tên (sinh-mất)              | Hán việt                 | Chức quan                                                           | Phẩm hàm                    | Hình phạt                         |
| --- | --------------------------- | ------------------------ | ------------------------------------------------------------------- | --------------------------- | --------------------------------- |
| 1   | Seong Sam-mun (1418-1456)   | 成三問 Thành Tam Vấn     | Tả phó Thừa chỉ                                                     | Chính tam phẩm Đường thượng | Xử lăng trì                       |
| 2   | Pak Paeng-nyeon (1417-1456) | 朴彭年 Phác Bàng Niên    | Trung xu viện Phó sứ Hình tào Tham phán Quan sát sứ Trung Thanh đạo | Nhị phẩm                    | Xử lăng trì nhưng chết trong ngục |
| 3   | Ha Wi-ji (1387–1456)        | 河緯地 Hà Vĩ Địa         | Lễ tào Tham phán                                                    | Tòng nhị phẩm               | Xử lăng trì                       |
| 4   | Yi Gae (1417-1456)          | 李塏 Lý Khải             | Tập Hiền điện Phó Đề học                                            | Chính tam phẩm Đường thượng | Xử lăng trì                       |
| 5   | Yu Eung-bu (?-1456)         | 兪應孚 Du Ứng Phu        | Đồng tri Trung xu viện sự                                           | Tòng nhị phẩm               | Xử lăng trì                       |
| 6   | Yu Seong-won (?-1456)       | 柳誠源 Liễu Thành Nguyên | Tư Hiến phủ Chấp nghĩa                                              | Tòng tam phẩm               | Tự tử                             |